# Hochfest der Gottesmutter
Das Hochfest der Gottesmutter (lat. Sollemnitas sanctæ Dei Genetricis Mariæ) ist ein Hochfest (und Marienfest) der Mutter Jesu. Ihr Name ist Maria.  Sie hat Jesus Christus am achten Tag nach der Geburt in Übereinstimmung mit dem levitischen Gesetz beschneiden lassen. Die  Gottesmutter, Μήτηρ Θεοῦ (Mētēr Theou), ist poetisch auch beschrieben als Πλατυτέρα τῶν οὐρανῶν (Platytéra tōn Ouranōn, „Größer als der Himmel“) weil sie Gott im Mutterleib bewahrte.
Gefeiert wird dieses Hochfest von
- der Katholischen Kirche
- den Kirchen des Byzantinischen, Antiochenischen, und Ostsyrischen Ritus[1]
- der Koptisch-orthodoxen Kirche
- der Anglikanischen Gemeinschaft
- und dem Lutherischen Weltbund

Die Festtage sind:
- 1. Januar (Lateinische Kirche)
- 16. Januar (Koptisch-orthodoxe Kirche)
- 26. Dezember (Byzantinischer, Antiochenischer, und Ostsyrischer Ritus)[2][3][4]

Christen erkennen Marias Sohn als Herr und Sohn Gottes. Das Hochfest wird im Römischen Ritus der Katholischen Kirche am 1. Januar, der Oktav (achte Tag) von Weihnachten, gefeiert. Dieses Hochfest ist ein gebotener Feiertag in Regionen, in welchen die Bischöfe dies nicht zurückgenommen haben.

## Bedeutung
Das Fest feiert Maria als Mutter von Jesus Christus. Der deutsche Titel „Mutter Gottes“ ist eine wörtliche Übersetzung des lateinischen Titels Mater Dei, welcher wiederum eine Übersetzung des altgriechischen Titels Θεοτόκος (Theotokos, Gottesgebärerin) ist. Er wurde dogmatisch durch das Konzil von Ephesos (431) als eine Bestätigung der Göttlichkeit Jesu Christi angenommen.

## Geschichte
Das Zweite Vatikanische Konzil erklärte: „Schon seit ältester Zeit wird die selige Jungfrau unter dem Titel der ‚Gottesgebärerin‘ verehrt, unter deren Schutz die Gläubigen in allen Gefahren und Nöten bittend Zuflucht nehmen (192).“ und zu früherer Zeit feierte die Kirche in Rom den Jahrestag (Natale) der Gottesmutter. Als dies von den Festen der Verkündigung und Mariae Himmelfahrt überstrahlt wurde, wurde der 1. Januar einfach als achter Tag von Weihnachten gefeiert, an dem laut dem Evangelisten Lukas der neugeborene Jesus Christus beschnitten wurde.
Im 13. und 14. Jahrhundert wurde der 1. Januar auch in Rom, wie zuvor bereits in Spanien und Gallien, als das Fest der Beschneidung des Herrn und die Oktav von Weihnachten gefeiert, wobei es noch auf Maria und die Geburt Christi fokussiert war. Papst Johannes XXIII. entfernte im allgemeinen römischen Kalender von 1960 die Erwähnung der Beschneidung des Herrn und nannte den 1. Januar einfach die Oktav von Weihnachten.

### Fest der Mutterschaft der Heiligen Jungfrau Maria
Das Fest der Mutterschaft der Heiligen Jungfrau Maria wurde auf Fürsprache von König Joseph I. von Portugal zuerst den Diözesen von Portugal sowie Brasilien und Algerien am 22. Januar 1751 genehmigt. Ihm wurde der erste Sonntag im Mai zugewiesen. In den folgenden Jahren wurde das Fest auf Venedig, das Königreich Neapel und die Toskana ausgeweitet.
Im Breviarium Romanum wurde der Festtag am zweiten Sonntag im Oktober gefeiert. In Mesagne in Apulien wurde es am 20. Februar in Gedenken an das Erdbeben vom 20. Februar 1743 begangen. Dieses lokale Fest wurde nicht in den allgemeinen Kalender aufgenommen, aber die Kalender einiger Diözesen enthielten es. 1914 wurde das Fest in Portugal zum 11. Oktober festgelegt. 1931 wurde es von Papst Pius XI. anlässlich des 1500. Jahrestags des Konzils von Ephesus auf die ganze katholische Kirche ausgeweitet. Mit der Liturgiereform der katholischen Kirche 1970 wurde es auf den 1. Januar verlegt.
Madonna del Parto

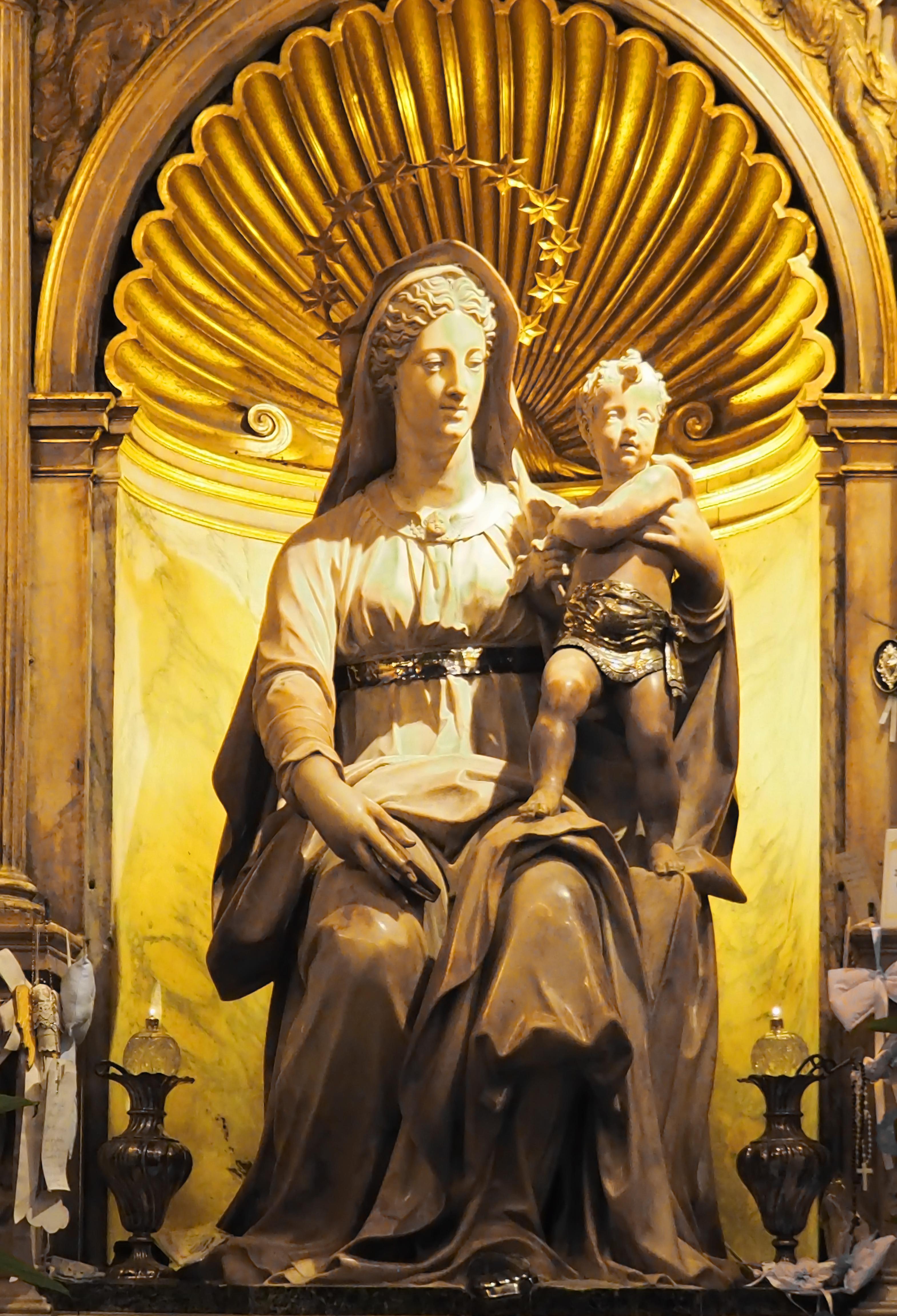
S Agostino Madonna del Parto

In Rom wird das Fest der Mutterschaft der Heiligen Jungfrau Maria in der Basilika von St. Augustin mit einer Oktav anlässlich der Statue Madonna del Parto von Jacopo Sansovino gefeiert. Seit Jahrhunderten haben die Menschen Roms und seiner Umgebung die Fürsprache der Gottesmutter für sichere Geburten und gesunde Kinder erbeten. Die erwähnte Statue wird aus diesem Anlass oft mit Dankgaben umgeben.

### Marialis Cultus
Im apostolischen Schreiben Marialis cultus, erklärte Papst Paul VI: „Nachdem dieses entsprechend einer antiken Anregung der Liturgie der Stadt Rom auf dem 1. Januar festgesetzt wurde, ist es dazu angetan, den Anteil feierlich herauszustellen, den Maria bei diesem Heilsgeheimnis innehatte sowie die einzigartige Würde zu betonen, die sich hieraus für die ‚heilige Gottesgebärerin ergab [...] durch die wir den Urheber des Lebens empfangen durften‘ (17). Gleichermaßen bietet sich eine wiederum günstige Gelegenheit, den neugeborenen Friedensfürsten anzubeten, die Frohbotschaft der Engel zu vernehmen (vgl. Lk 2, 14) und von Gott durch die Vermittlung der Königin des Friedens das hohe Geschenk des Friedens zu erflehen“.